# Парламент на Чехия
Парламентът на Чехия е двукамарно законодателно събрание на Чешката република. Формира се от Камара на депутатите (долната камара) и Сенат (горната камара). Камарата на депутатите е образувана с преименуването на Чешкия национален съвет при отделянето на Чешката република на 1 януари 1993 г. като самостоятелна държава. Камарата на депутатите се състои от 200 депутати, избирани за период от четири години чрез пропорционална система.
За първи път за Сенат е гласувано през есента на 1996 г. Сенатът се състои от 81 сенатора, избирани за срок от шест години чрез мажоритарна система, като на всеки две години се сменя една трета от сенаторите. Седалището на Парламента на Чешката република в Мала страна в Прага е легитимирано с отделен закон, който в същото време го определя за национален паметник на културата.

## Предшественици
В миналото върху териториите на днешните чешки земи са имали правомощия различни видове законодателни органи, включително бохемският, моравският и силезкият местни ландтази, австрийският Райхсрат и различни чехословашки парламенти (народни събрания).
Съвременната Чешка република възниква на 1 януари 1969 г. (първоначално под името Чешка социалистическа република в рамките на федеративна Чехословакия) и получава първия си собствен парламент, Чешкия национален съвет, като в същото време има пропорционално представителство в Народната камара на Федералното събрание.

## Конституционни правомощия
Структурата и правомощия на парламента; начина, по който се взимат решенията и избора на членовете и условията на мандата им, са предписани от Конституцията на Чешката република, в чл. 1/1993, гласуван от Чешкия национален съвет, както и в глава II, в членове от 15 до 53. Някои детайли за изборите за парламент на Чешката република са установени законово в чл. 247/1995.
Парламентът на Чешката република:
- осъществява законодателна власт
- има правото да променя Конституцията на Чешката република
- дава съгласие за ратификацията на международни договори
- дава вот на доверие или недоверие на правителството (само Камарата на депутатите)
- одобрява държавния бюджет за следващата година и разглежда крайния резултат за предходната година (само Камарата на депутатите)
- разследва дела, представляващи обществен интерес, като може да създава следствени комисии (само Камарата на депутатите)
- взема решения за обявяване на война в случай на нападение или изпълнение на международните задължения и взема решения за участие на Чешката република в системите за отбрана на НАТО
- дава съгласие за изпращане на военни сили извън територията на държавата, както и за пребиваването на чужди войски на територията на Чешката република
- одобрява или отхвърля назначението на съдии в Конституционния съд (само Сената)